# 志、情熱企業
志、情熱企業（こころざし、じょうねつきぎょう）はRKB毎日放送で2008年5月3日から放送されている地元企業のドキュメンタリー番組である。西日本シティ銀行の一社提供。

## 概要
福岡県を中心とした北部九州各県の元気な企業の沿革や仕事内容を紹介する。そのため、各企業の代表取締役や代表者が出演する。取材する企業は様々で、ITや運輸業など類は問わない。紹介した内容は、全編インターネット配信されているほか、西日本シティ銀行店頭に置かれているディスプレイでも、随時流されている。
ナレーションはRKBアナウンサーの坂田周大。

## 取材した企業
- タカギ
- 矢野特殊自動車
- 信号電材
- 筑水キャニコム

など他多数

## 放送時間
- 毎週土曜日　18:50 - 18:54

2011年3月までは18:55 - 19:00。
『オールスター感謝祭』放送時は18:20 - 18:25に繰り上げ。年末特番（日本レコード大賞の放送が土曜日に当たる場合等）放送時は休止となる。